# Bob ai XIV Giochi olimpici invernali
Ai XIV Giochi olimpici invernali svoltisi nel 1984 a Sarajevo (Jugoslavia) vennero assegnate due medaglie, bob a 2 e bob a 4 maschili.

## Calendario
| Uomini | Bob a due | Bob a due |  |  |  |  |  | Bob a quattro | Bob a quattro |   |
| Finali |           | 1         |  |  |  |  |  |               | 1             | 2 |

## Atleti iscritti
| America (14)                                                         | America (14)                                                       | America (14)                                                      |
| -------------------------------------------------------------------- | ------------------------------------------------------------------ | ----------------------------------------------------------------- |
| - Canada (4)                                                         | - Stati Uniti (10)                                                 |                                                                   |
| Asia (9)                                                             |                                                                    |                                                                   |
| - Giappone (4)                                                       | - Taipei cinese (5)                                                |                                                                   |
| Europa (88)                                                          |                                                                    |                                                                   |
| - Austria (8) - Francia (4) - Germania Est (8) - Germania Ovest (10) | - Italia (9) - Jugoslavia (9) - Paesi Bassi (2) - Regno Unito (10) | - Romania (5) - Svezia (4) - Svizzera (11) - Unione Sovietica (8) |

## Podi

### Uomini
| Evento                   | Oro                                                                                | Tempo   | Argento                                                                 | Tempo   | Bronzo                                                                   | Tempo   |
| Bob a due (dettagli)     | Germania Est II Wolfgang Hoppe Dietmar Schauerhammer                               | 3:25.56 | Germania Est I Bernhard Lehmann Bogdan Musiol                           | 3:26.04 | Unione Sovietica II Zintis Ėkmanis Vladimir Aleksandrov                  | 3:26.16 |
| Bob a quattro (dettagli) | Germania Est I Wolfgang Hoppe Roland Wetzig Dietmar Schauerhammer Andreas Kirchner | 3:20.22 | Germania Est II Bernhard Lehmann Bogdan Musiol Ingo Voge Eberhard Weise | 3:20.78 | Svizzera I Silvio Giobellina Heinz Stettler Urs Salzmann Rico Freiermuth | 3:21.39 |

## Medagliere
| Posizione | Paese            |   |   |   | Totale |
| --------- | ---------------- | - | - | - | ------ |
| 1         | Germania Est     | 2 | 2 | 0 | 4      |
| 2         | Svizzera         | 0 | 0 | 1 | 1      |
| 2         | Unione Sovietica | 0 | 0 | 1 | 1      |
| Totale    | Totale           | 2 | 2 | 2 | 6      |